# 佩特乌姆里
佩特乌姆里（Peth Umri），是印度马哈拉施特拉邦Nanded县的一个城镇。总人口11151（2001年）。

## 人口
该地2001年总人口11151人，其中男性5770人，女性5381人；0—6岁人口1702人，其中男894人，女808人；识字率65.54%，其中男性为75.65%，女性为54.69%。